# Narsé
Narsé (v pahlavském písmu ; v řecko-římských pramenech uváděný jako Narsés či Narseus) byl perský velkokrál z rodu Sásánovců vládnoucí mezi lety 293 a 302. Jeho otcem byl král Šápúr I., bratry králové Hormizd I. a Bahrám I. Před svým nástupem na trůn byl Narsé králem arménským, zdá se však, že jej Římané z Arménie vypudili již koncem osmdesátých let 3. století.

## Vláda
Královskou hodnost si musel Narsé vybojovat v občanské válce s Bahrámem III., svým prasynovcem, který nastoupil na trůn po smrti krále Bahráma II. a měl na své straně část velmožů. V této věci se mu zdařil rychlý úspěch, brzy se však zapletl do války s Římany (kvůli Arménii), která po počátečních vítězstvích skončila debaklem – král musel v letech 297/298 zahájit s císaři Galeriem a Diocletianem vyjednávání. Následná mírová smlouva znamenala ztrátu západní Mezopotámie a jistých oblastí na západním břehu Tigridu a nevýhodná byla i ekonomicky, neboť veškerý persko-římský obchodní styk soustřeďovala do města Nisibis na římském území. Narsého porážku plně odčinil až Šápúr II. v šedesátých letech 4. století.
Vnitropoliticky sledoval Narsé umírněnější náboženskou politiku než jeho předchůdci, i když si Kartír, patrně hlavní organizátor pronásledování jinověrců, udržel určitý vliv. Byla například zastavena perzekuce manichejců, kteří byli od těch dob tolerováni.
K vlastní prezentaci dal Narsé pořídit poměrně rozsáhlý Páikúlský nápis, v němž jsou popsány okolnosti jeho nástupu na trůn (je cenný i tím, že zmiňuje řadu významných perských hodnostářů). Králova pozice byla pevná, a když v roce 302 zemřel, převzal moc v říši bez potíží jeho syn Hormizd II.